# Choi Byung-chul
Choi Byung-Chul (kor. 최병철, ur. 24 października 1981 w Seulu) – koreański florecista, brązowy medalista olimpijski i brązowy medalista mistrzostw świata.
Na igrzyskach olimpijskich w Atenach w 2004 roku zajął siódme miejsce drużynowo i czternaste indywidualnie. Podczas igrzysk olimpijskich w Pekinie w 2008 roku był dziewiąty w zawodach indywidualnych. Brał też udział w igrzyskach olimpijskich w Londynie, zdobywając brązowy medal w turnieju indywidualnym. Lepsi byli jedynie Chińczyk Lei Sheng i Ala ad-Din Abu al-Kasim z Egiptu.
Podczas mistrzostw świata w Petersburgu w 2007 roku reprezentacja Korei Południowej w składzie: Choi Byung-chul, Jung Chang-yong, Park Hee-kyung i Son Young-ki zdobyła brązowy medal w zawodach drużynowych. Był to jedyny medal Choia wywalczony w zawodach tego cyklu. 
Ponadto wywalczył srebrny medal drużynowo na igrzyskach azjatyckich w Pusan w 2002 roku. Taki sam wynik osiągnął podczas rozgrywanych cztery lata później igrzysk azjatyckich w Doha. Ponadto zwyciężył indywidualnie i był trzeci drużynowo na igrzyskach azjatyckich w Kantonie w 2010 roku. 
Kilkukrotnie zdobywał medale mistrzostw Azji, w tym złoty drużynowo na MA w Wakayamie (2012).